# میشل کلپتون
میشل کلپتون (انگلیسی: Michele Clapton؛ زادهٔ) طراح صحنه و لباس اهل ایالات متحده آمریکا است.